# Mobile Intel Pentium 4 Processor-M
Intel Mobile Pentium 4 Processor-M – procesor bazujący na rdzeniu Northwood, wykonany w architekturze NetBurst. Wypuszczony na rynek 4 marca 2002, obsługiwał technologię Intel SpeedStep. Taktowany z częstotliwością 1,4 – 2.6 GHz.